# Asterocarpa humilis
Asterocarpa humilis är en sjöpungsart som först beskrevs av Heller 1878.  Asterocarpa humilis ingår i släktet Asterocarpa och familjen Styelidae. Inga underarter finns listade.